# Tanaquil
Tanaquil (Etruskisch: Thanchvil) was getrouwd met Tarquinius Priscus, de vijfde koning van Rome.

## Geschiedenis
Samen met Tarquinius Priscus had ze vier kinderen, twee dochters en twee zonen: Lucius Tarquinius Superbus, de zevende en laatste koning van Rome en Arruns Tarquinius Superbus. Een van haar dochters (Tarquinia) was getrouwd met Servius Tullius.
Omdat ze de dochter was van een rijke en machtige familie in Etrurië dacht Tanaquil dat haar man een goede leider zou zijn, maar omdat hij de zoon was van een immigrant zou hij geen macht kunnen hebben in Tarquinii waar ze woonden. Omdat ze dit wist moedigde ze haar man aan te verhuizen naar Rome, een nieuwe stad waar in die tijd geen aristocratie was. Op weg naar Rome, bij de Janiculum-heuvel nam een adelaar het hoofddeksel van het hoofd van Tarquinius en plaatste het na een rondje gevlogen te hebben weer terug. Tanaquil zag dit als een teken dat de goden wilden dat haar man koning werd.
Tarquinius werd bevriend met de koning Ancus Marcius en toen deze stierf waren zijn kinderen te jong om koning te worden. Omdat Tarquinius al populair was bij de Comitia werd hij uitgekozen als koning van Rome, waar hij heerste van 616 tot 579 V.C.
Tanaquil speelde ook een belangrijke rol in de aanduiding van Servius Tullius als zesde koning van Rome. Volgens de mythe had Tanaquil ook bij Servius een voorteken gezien dat hij koning moest worden. Hij was namelijk tijdens zijn slaap niet wakker geworden van vlammen die rond zijn hoofd dansten. Toen Tarquinius Priscus stierf bedacht Tanaquil een list zodat Servius de macht kon grijpen. Ze zei namelijk niet tegen het volk dat haar man dood was, maar dat Servius de macht overnam tot hij weer beter was. Nadat hij het respect van het volk had vertelden ze pas dat Tarquinius dood was en zo mocht hij koning blijven.